# Cega
|  | Per a altres significats, vegeu «becada eurasiàtica». |

Joc estàndard Texas Hold'em amb els blinds. "The Button" és la posició del repartidor

La cega —blind (anglès)— és l'aposta forçada aportada pels jugadors a l'esquerra del repartidor (dealer) en alguns jocs de pòquer. Les cegues existeixen perquè Texas hold 'em i Omaha i es juguen normalment sense apostes prèvies forçades (ante), el que permet a un jugador retirar-se sense haver d'aportar diners. Les apostes cegues introdueixen un cost regular per a participar en el joc, incentivant el jugador a participar en més mans en un intent per compensar les seves despeses.
Normalment, la cega grossa (big blind) és equivalent a l'aposta mínima, i és el doble de la cega petita (small blind). La cega petita la posa el jugador a l'esquerra del repartidor, i la cega grossa la posa el jugador a l'esquerra de la cega petita. Després que les cartes s'han repartit, el jugador a l'esquerra de la cega grossa (under the gun) és el primer que parla durant la primera ronda i, per tant, el més exposat.